# Фарос
Фа́рос (араб. منارة — Манара, грец. Φάρος — Фарос) — невеликий півострів, колишній острів, розташований на північному узбережжі Єгипту біля входу в порт Александрія. Острів відомий насамперед тим, що на ньому розташовувалося одне із семи чудес світу — Александрійський маяк, також відомий як Фароський.
У 285 році до н. е. острів було з'єднано з материковою Александрією молом, який розділив західний і східний порти. Так само молом острів сполучений з іншим невеликим островом, на якому знаходився маяк. На цих двох молах за Птолемеїв був збудований шлях, названий Гептастадієм (лат. Heptastade) за свою довжину, що складала 7 стадіїв.

## Александрійський маяк

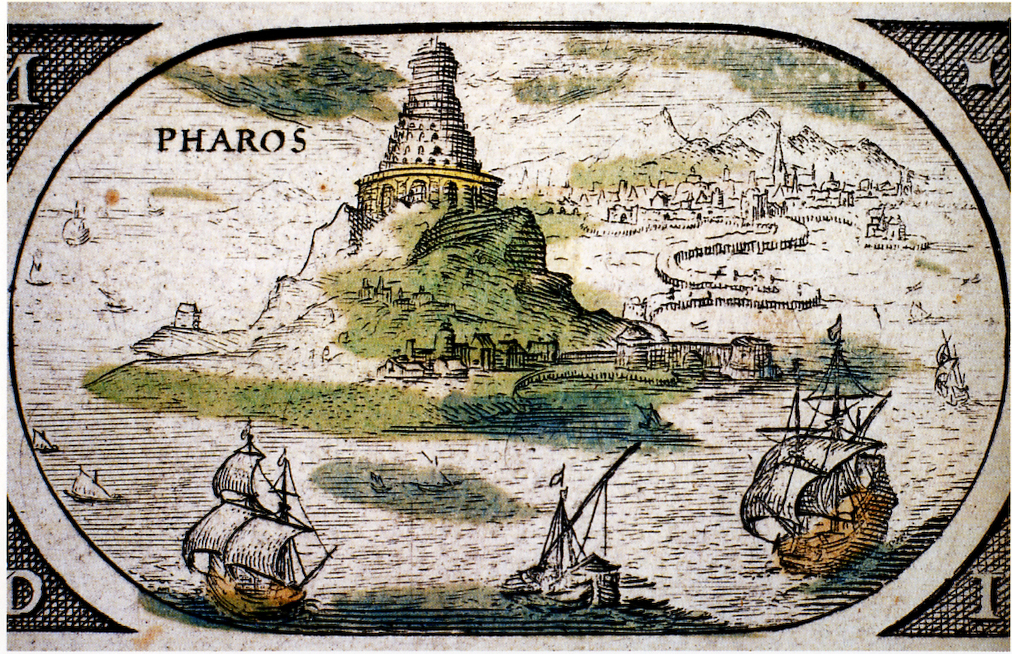
Острів Фарос з Александрійським маяком і Гептастадієм, 1630

Фароський маяк був побудований за династії Птолемеїв між 280 та 247 рр. до н. е. Маяк сягав 100 метрів заввишки і протягом багатьох століть лишався однією з найвищих споруд у світі. Маяк був сильно пошкоджений землетрусами 956, 1303 і 1323 років, унаслідок чого споруда перетворилася на закинуті руїни. Остаточно Александрійський маяк був зруйнований 1480 року, коли останні з його каменів використали для зведення фортеці Кайтбея.

## У культурі
За давньогрецькою міфологією, саме на острові Фарос цар Давньої Спарти Менелай по 8 роках морських блукань змусив Протея показати спосіб повернення на батьківщину.
Поет, лідер українських неокласиків Микола Зеров згадує острів Фарос у поезії Олександрія зі збірки Камена: